# The Cocktail Party
The Cocktail Party é uma peça de teatro britânica de 1949 escrita pelo poeta, dramaturgo e crítico literário T. S. Eliot, inspirada na tragédia grega Alceste, de Eurípides. Centrada no isolamento da condição humana, a primeira apresentação ocorreu no Festival de Edimburgo em 22 de agosto de 1949 e, em seguida, foi levada para a Broadway em 21 de janeiro de 1950.
Venceu o Tony Award de melhor peça de teatro.

## Personagens
- Edward Chamberlayne
- Lavinia Chamberlayne
- Celia Coplestone
- Sir Henry Harcourt-Reilly
- Miss Barraway
- Os amigos do casal:
  - Peter Quilpe
  - Julia Shuttlethwaite
  - Alexander MacColgie Gibbs